# Cambridge Z88
Cambridge Computer Z88 — портативный компьютер, выпущенный компанией Cambridge Computer Ltd. в 1988 году. Имел размер бумажного листа A4 и небольшой вес. Встроенное программное обеспечение включало пакет PipeDream для работы с текстами, таблицами и базами данных, и другие программы и утилиты (в частности, интерпретатор BBC BASIC).
Z88 стал развитием проекта Pandora компании Sinclair Research, посвящённого разработке портативного компьютера. Этот проект вёлся в 1980-х годах. В 1986 году, после того, как компания прекратила заниматься компьютерной техникой и продала бренд Sinclair компании Amstrad, для продолжения работы над проектом была создана компания Cambridge Computer Ltd. Завершённый проект был представлен на шоу Which Computer? 17 сентября 1987 года. Цена компьютера на момент выпуска составляла 230 фунтов.

## Техническое описание
Z88 построен на основе КМОП-версии популярного микропроцессора Zilog Z80, имеющей пониженное потребление энергии. В стандартной конфигурации компьютер имел 32 КБ псевдостатического ОЗУ и 128 КБ ПЗУ, содержащего специальную операционную систему OZ.
Компьютер имел три слота, в которые могли устанавливаться модули дополнительного ОЗУ (до 3.5 МБ), ПЗУ с программным обеспечением, или электрически стираемым ПЗУ. Модули дополнительного ОЗУ имели объём до 1 МБ, но их стоимость была высока, поэтому типичной конфигурацией было использование двух модулей по 128 КБ. Содержимое ОЗУ не терялось за счёт подпитки от батареи. Для предотвращения потери данных во время смены батарей в Z88 присутствовал встроенный конденсатор. Компьютер питался от четырёх батарей AA, время работы составляло до 20 часов.
Вес компьютера составлял около 900 грамм. 64-клавишная клавиатура использовала смешанную технологию мембранной и резиновой клавиатуры.
Жидкокристаллический монохромный экран был выполнен по технологии STN и имел разрешение 640x64 точек, что позволяло отображать восемь строк текста. Программное обеспечение было разработано специально для комфортной работы при небольшом количестве отображаемой информации. Так, при работе в PipeDream в правой части экрана отображалась уменьшенная копия всей страницы, позволяющая лучше ориентироваться в расположении информации на странице.

## Организация памяти
Процессор Z80 может адресовать 64 КБ памяти, тогда как общий объём физической памяти Z88 составлял 4 МБ. Первые 512 КБ адресного пространства физической памяти были зарезервированы для ПЗУ, следующие 512 КБ для встроенного ОЗУ, оставшиеся три мегабайта использовались для слотов расширения (по мегабайту адресного пространства на слот). Для обеспечения возможности доступа процессора ко всему физическому адресному пространству использовалась страничная адресация. Весь объём физической памяти делился на 256 страниц по 16 КБ, а адресное пространство процессора —- на четыре окна, в каждое из которых могла включаться одна из страниц физической памяти.

## Положение на рынке
Первые попытки создания портативного компьютера предпринимались в стенах Sinclair Research уже в 1981 году, однако проект ZX83, в процессе разработки переименованный в ZX84, а к началу выпуска в Sinclair QL, был выпущен как обычный настольный компьютер. Клайв Синклер, однако, не оставил идею выпуска настоящего портативного компьютера и в Sinclair Research стартовал новый проект под названием Pandora Project (проект Пандора). Синклер был уверен в успехе проекта. Даже после передачи всех прав на разработку, производство и продажу компьютеров Sinclair компании Amstrad и утрате прав на название компании Sinclair, в недрах уже Cambridge Computer Ltd продолжились работы над проектом Пандора. Проект в виде Cambridge Z88 был выпущен на рынок в 1988 году. Сэр Синклер на старте продаж был уверен, что у него действительно получился революционный компьютер, который ждёт небывалый коммерческий успех. На деле же Z88 оказался последним компьютерным проектом компании. Хотя проект нельзя назвать провальным, так как продажи шли относительно неплохо и проект коммерчески окупился, тем не менее продажи даже близко не смогли приблизиться к объёмам реализации предыдущих компьютеров компании, таких как ZX80, ZX81 или ZX Spectrum. Объём продаж оказался в несколько раз ниже прогнозируемых и развития проект не получил. Главной причиной слабого успеха компьютера многие аналитики называют неподготовленность рынка и как следствие неприятие компьютера у пользователей на которых он был изначально ориентирован. Другими словами Z88 просто опередил своё время. Подтверждением этого является большая популярность карманных компьютеров во второй половине 1990-х годов. На то же время приходится второй период популярности Z88 — ведутся разработки программного обеспечения для Z88, создаются форумы поддержки, образуются группы поклонников компьютера, выходят периодические издания, посвященные Z88.